# Industriekaufmann
Industriekaufmann/-frau ist ein in Deutschland anerkannter Ausbildungsberuf nach dem Berufsbildungsgesetz (BBiG). Der Monoberuf wird grundsätzlich ohne Spezialisierung nach Fachrichtungen oder Schwerpunkten in Industrieunternehmen angeboten.

## Geschichte des Berufs
Der Beruf Industriekaufmann wurde 1936 erstmals als anerkannter Ausbildungsberuf verzeichnet. Im Jahre 1957 wurde das Berufsbild durch Erlass geändert. Seit 2002 gilt die aktuelle Ausbildungsordnung für Industriekaufleute. Kernpunkte sind u. a. die verstärkte Geschäftsprozessorientierung und das Vermitteln von arbeitsfeldübergreifenden Qualifikationen wie z. B. Wirtschaftsenglisch und die Anwendung von Microsoft Office.
Rangliste der Ausbildungsberufe nach Neuabschlüssen:
|      | Anzahl Ausbildungsverträge | Rang   |
| ---- | -------------------------- | ------ |
| 2009 | 17.447                     | Rang 5 |
| 2010 | 17.959                     | Rang 5 |
| 2011 | 20.310                     | Rang 5 |
| 2012 | 19.959                     | Rang 5 |
| 2013 | 18.951                     | Rang 5 |
| 2014 | 18.321                     | Rang 5 |
| 2015 | 18.057                     | Rang 5 |
| 2016 | 17.934                     | Rang 5 |
| 2017 | 18.829                     | Rang 5 |
| 2018 | 18.150                     | Rang 5 |
| 2019 | 17.220                     | Rang 5 |
| 2020 | 14.502                     | Rang 7 |
| 2021 | 14.400                     | Rang 7 |
| 2022 | 15.573                     | Rang 7 |
| 2023 | 16.473                     | Rang 7 |
| 2024 | 15.660                     | Rang 8 |

## Ausbildungsinhalte/Berufsbild
Industriekaufleute werden in Unternehmen jeglicher Art und Größe für die Planung, Durchführung und Überwachung der verschiedenen kaufmännischen, betriebswirtschaftlichen und ökonomischen Aufgabenbereiche eingesetzt. Ziel ist es, angehende Industriekaufleute so auszubilden, dass sie in der Lage sind, alle kaufmännischen Aufgaben zu erledigen. Dies wird insbesondere bei kleinen Unternehmen vorausgesetzt, um eine Festanstellung zu bekommen. Eine durch die Globalisierung immer wichtiger werdende Zusatzqualifikation sind erweiterte Fremdsprachenkenntnisse. Weitere Ausbildungsinhalte sind die fachgerechte Beratung und Betreuung von Kunden, die Verwendung moderner Kommunikations- und Medientechniken, betriebswirtschaftliche Inhalte, die Analyse von Marktpotenzialen sowie die Bedarfsermittlung zum Einkauf von Produkten und Dienstleistungen. In größeren Unternehmen setzt sich immer häufiger eine Spezialisierung auf ganz bestimmte Funktionsbereiche, z. B. Materialwirtschaft, Vertrieb, Einkauf, Personal oder Rechnungswesen durch.
Industriekaufleute arbeiten in Büros, wo sie am Computer Geschäftsvorgänge bearbeiten und analysieren. Sie erstellen und vergleichen Angebote sowie Statistiken.
In Besprechungszimmern diskutieren sie Verkaufsförderungsmaßnahmen oder Einkaufsstrategien. Arbeitsorte sind auch Produktionshallen, hier überprüfen sie beispielsweise Maschinenbelegungen, koordinieren Produktionsaufträge oder kontrollieren Lagerbestände.

## Dauer der Ausbildung/Umschulung
Die Ausbildung/Umschulung dauert in der Regel drei Jahre, eine Verkürzung ist möglich. Diese Verkürzung muss durch den Ausbildungsbetrieb genehmigt und rechtzeitig bei der Industrie- und Handelskammer (IHK) beantragt werden. Alle Anträge auf Verkürzung der Ausbildungszeit werden als Einzelfallentscheidung bearbeitet. Eine bundeseinheitliche Regelung (z. B. sehr guten Notendurchschnitt) gibt es hierbei nicht. In einigen Ausbildungsbetrieben wird der erfolgreiche Abschluss der Höheren Handelsschule (mit dem Schulabschluss der Fachhochschulreife) angerechnet, sodass die Ausbildung/Umschulung im Betrieb und Berufsschule nur noch zweieinhalb oder zwei Jahre dauert.
Um die Ausbildung zum Industriekaufmann bzw. zur Industriekauffrau absolvieren zu können, wird gesetzlich kein bestimmter Schulabschluss vorgeschrieben. Die meisten Ausbildungsbetriebe verlangen jedoch von Bewerbern eine gute Mittlere Reife (Gesamtnotendurchschnitt 2,4 oder besser) bis hin zum Abitur.

## IHK-Externenprüfung nach § 45 Abs. 2 BBiG
Auch ohne reguläre duale Ausbildung kann ein kaufmännisch erfahrener Arbeitnehmer laut § 45 Abs. 2 BBiG zur Abschlussprüfung für Industriekaufleute zugelassen werden. Man muss nachweisen können, dass man über die entsprechende Berufserfahrung (die dem Berufsbild von Industriekaufleuten entspricht) verfügt. Ausländische Bildungsabschlüsse können berücksichtigt werden, unterliegen aber einer Einzelfallprüfung der zuständigen IHK. Die erforderliche Mindestzeit an Berufserfahrung für eine IHK-Externenprüfung für langjährig Beschäftigte, beträgt mindestens 42 Monate Berufspraxis. Die Prüfungsinhalte und Anforderungen sind identisch mit der regulären IHK-Abschlussprüfung.
Bundeswehrsoldaten werden ebenfalls zugelassen, wenn das Bundesministerium der Verteidigung oder eine von ihm bestimmte Stelle bescheinigt, dass die erforderlichen Kenntnisse und Fertigkeiten eine IHK-Zulassung rechtfertigen.

## Inhalte der Berufsschule
In der Berufsschule werden folgende berufsbezogene Lernfelder vermittelt:
| Lernfeld | Inhalt                                                                     | Fach                         |
| -------- | -------------------------------------------------------------------------- | ---------------------------- |
| 1        | In Ausbildung und Beruf orientieren                                        | Wirtschafts- und Sozialkunde |
| 2        | Marktorientierte Geschäftsprozesse eines Industriebetriebes erfassen       | Geschäftsprozesse            |
| 3        | Werteströme erfassen und dokumentieren                                     | Steuerung und Kontrolle      |
| 4        | Wertschöpfungsprozesse analysieren und beurteilen                          | Steuerung und Kontrolle      |
| 5        | Leistungserstellungsprozesse planen, steuern und kontrollieren             | Geschäftsprozesse            |
| 6        | Beschaffungsprozesse planen, steuern und kontrollieren                     | Geschäftsprozesse            |
| 7        | Personalwirtschaftliche Aufgaben wahrnehmen                                | Geschäftsprozesse            |
| 8        | Absatzprozesse planen, steuern und kontrollieren                           | Geschäftsprozesse            |
| 9        | Investitions- und Finanzierungsprozesse planen                             | Steuerung und Kontrolle      |
| 10       | Jahresabschluss analysieren und bewerten                                   | Steuerung und Kontrolle      |
| 11       | Das Unternehmen im gesamt- und weltwirtschaftlichen Zusammenhang einordnen | Wirtschafts- und Sozialkunde |
| 12       | Unternehmensstrategien, –projekte umsetzen                                 | Wirtschafts- und Sozialkunde |

## IHK-Prüfungen

### Zwischenprüfung
Jeder Auszubildende hat gemäß § 48 BBiG während der Berufsausbildung eine Zwischenprüfung abzulegen. Die Teilnahme an der Zwischenprüfung ist Voraussetzung für die Zulassung zur Abschlussprüfung und dient zur Ermittlung des Ausbildungsstandes. Die Prüfungszeit beträgt 90 Minuten.
Nach der Prüfung erhalten die Auszubildenden von der zuständigen Industrie- und Handelskammer bzw. Handwerkskammer eine Teilnahmebescheinigung.
Auf der Teilnahmebescheinigung wird angegeben, wie viele Punkte der Prüfungsteilnehmer erreicht hat und wie viele Punkte von allen Prüfungsteilnehmern des Ausbildungsberufs im Durchschnitt im Kammerbezirk erreicht wurden. Durch eine Gegenüberstellung von Soll- und Istwerten (Soll-Ist-Vergleich) bei den Funktionen (Prüfungsbereichen) ist festzustellen, in welchen Bereichen Defizite vorliegen.
Prüfungsbereiche der Zwischenprüfung:
- Beschaffung und Bevorratung
- Produkte und Dienstleistungen
- Kosten- und Leistungsrechnung
- Der Ausbildungsbetrieb
- Geschäftsprozesse und Märkte
- Information, Kommunikation, Arbeitsorganisation
- Integrative Unternehmensprozesse
- Personal

### Abschlussprüfung
Die Abschlussprüfung ist öffentlich rechtlich – die Ausbildungsordnung ist bundesweit einheitlich und wird durch das Bundesministerium für Wirtschaft und Technologie erlassen. Sie besteht aus vier Prüfungsbereichen:
- Prüfungsbereich Geschäftsprozesse – 180 Minuten (zählt 40 %)
- Prüfungsbereich Kaufmännische Steuerung und Kontrolle – 90 Minuten (zählt 20 %)
- Prüfungsbereich Wirtschafts- und Sozialkunde – 60 Minuten (zählt 10 %)
- Prüfungsbereich Einsatzgebiet – 45 Minuten (zählt 30 %)

Die Prüfungsbereiche 1 bis 3 werden schriftlich geprüft. Der Prüfungsbereich Einsatzgebiet wird mündlich geprüft.

#### Prüfungsbereich Geschäftsprozesse
Die Abschlussprüfung im Prüfungsbereich Geschäftsprozesse dauert 180 Minuten und wird am ersten Prüfungstag um 08:00 Uhr durchgeführt. Sie beinhaltet auf Prozesse und komplexe Sachverhalte gerichtete Situationsaufgaben oder Fallbeispiele aus den Bereichen
- Marketing und Absatz (ca. 30 %),
- Beschaffung und Bevorratung (ca. 25 %),
- Personal (ca. 15 %),
- Leistungserstellung (ca. 30 %).

Bei der Bearbeitung der Aufgaben sollen Geschäftsprozesse analysiert sowie
Problemlösungen ergebnis- und kundenorientiert entwickelt werden. Die Aufgaben sind konventionell gestellt, d. h. der Prüfling muss seine Antworten frei formulieren.

#### Prüfungsbereich Wirtschafts- und Sozialkunde
Im Prüfungsbereich Wirtschafts- und Sozialkunde soll der Prüfling in 60 Minuten praxisbezogene Aufgaben bearbeiten und dabei zeigen, dass er allgemeine wirtschaftliche und gesellschaftliche Zusammenhänge der Berufs- und Arbeitswelt
darstellen und beurteilen kann.

#### Prüfungsbereich Kaufmännische Steuerung und Kontrolle
Im Anschluss an die Prüfung im Fach Wirtschafts- und Sozialkunde findet die 90-minütige Abschlussprüfung des Prüfungsbereichs Kaufmännische Steuerung und Kontrolle statt. Dabei müssen vier praxisbezogene Aufgaben (mit weiteren Teilaufgaben) aus dem Bereich Leistungsabrechnung und Controlling bearbeitet werden.
Bei der Bearbeitung der Aufgaben soll der Prüfling zeigen, dass er Kosten erfassen, die betrieblichen Geld- und Wertströme analysieren sowie betriebswirtschaftliche Schlussfolgerungen ableiten kann. Die Aufgaben werden ebenfalls in programmierter Form gestellt.

#### Prüfungsbereich Einsatzgebiet
Die mündliche Prüfung (Prüfungsbereich Einsatzgebiet) besteht aus einer Präsentation und einem Fachgespräch.
Der Prüfling erstellt über eine Fachaufgabe im Einsatzgebiet einen höchstens fünfseitigen Report als Basis für die Präsentation und das Fachgespräch. In der Präsentation soll der Prüfling auf der Grundlage des Reports zeigen, dass er Sachverhalte, Abläufe und Ergebnisse der bearbeiteten Fachaufgabe erläutern und mit praxisüblichen Mitteln darstellen kann. In dem anschließenden Fachgespräch soll der Prüfling zeigen, dass er die dargestellte Fachaufgabe in Gesamtzusammenhänge einordnen, Hintergründe erläutern und Ergebnisse bewerten kann. Präsentation und Fachgespräch sollen zusammen höchstens 45 Minuten dauern.
Das Ergebnis der Abschlussprüfung wird dem Prüfungsteilnehmer nach dem Fachgespräch mitgeteilt. Das Berufsausbildungsverhältnis endet mit Bestehen der Abschlussprüfung. Dabei gilt als Termin des Bestehens der Tag der Bekanntgabe des Ergebnisses der Prüfung.

#### Mündliche Ergänzungsprüfung
Wenn in der schriftlichen Prüfung in bis zu zwei Prüfungsbereichen die Note „mangelhaft“ und in den anderen Prüfungsbereichen mindestens die Note „ausreichend“ erzielt wurde, kann auf Antrag des Prüflings in einem mit „mangelhaft“ bewerteten Prüfungsbereich die schriftliche Prüfung durch eine mündliche Prüfung von 15 Minuten ergänzt werden, wenn dies den Ausschlag zum Bestehen der Abschlussprüfung geben kann.
Der Prüfungsbereich ist vom Prüfling zu bestimmen. Die schriftliche und mündliche Teilleistung dieses Prüfungsbereiches werden im Verhältnis 2:1 zu einer Note zusammengefasst.

#### Bestehensregelung
Die IHK-Abschlussprüfung zum Industriekaufmann ist bestanden, wenn folgende Bedingungen erfüllt sind:
| Prüfungsbereich                       | Prüfungsleistungen                                            | Gesamtergebnis                                       |
| ------------------------------------- | ------------------------------------------------------------- | ---------------------------------------------------- |
| Geschäftsprozesse                     | mindestens ausreichende Leistungen                            | im Gesamtergebnis mindestens ausreichende Leistungen |
| Kaufmännische Steuerung und Kontrolle | in einem der beiden Fächer mindestens ausreichende Leistungen | im Gesamtergebnis mindestens ausreichende Leistungen |
| Wirtschafts- und Sozialkunde          | in einem der beiden Fächer mindestens ausreichende Leistungen | im Gesamtergebnis mindestens ausreichende Leistungen |
| Einsatzgebiet                         | mindestens ausreichende Leistungen                            | im Gesamtergebnis mindestens ausreichende Leistungen |

Wenn in einem Prüfungsbereich die Note „ungenügend“ erzielt wird, führt dies – unabhängig von allen anderen erbrachten Prüfungsleistungen – zu einem Nicht–Bestehen der Abschlussprüfung.

#### Wiederholung der Abschlussprüfung
Die nicht bestandene Abschlussprüfung kann zweimal wiederholt werden, frühestens zum nächstmöglichen Prüfungstermin (§ 37 Abs. 1 Satz 2 BBiG).
Der Prüfungsteilnehmer kann sich auf Antrag von der Wiederholung der Prüfungsbereiche befreien lassen, in denen er mindestens ausreichende Leistungen erreicht hat, sofern er sich innerhalb von zwei Jahren – gerechnet vom Tag der Beendigung der nicht bestandenen Prüfung an – zur Wiederholungsprüfung anmeldet und an der nächstmöglichen Prüfung teilnimmt. Auf Verlangen des Auszubildenden ist die Ausbildungszeit bis zur nächstmöglichen Prüfung zu verlängern, höchstens jedoch um ein Jahr (§ 21 Abs. 3 BBiG).

## Weiterbildung
Typische Weiterbildungsmöglichkeiten für Industriekaufleute sind:
- Ausbilder
- Fachkaufmann (wird für verschiedene Fachrichtungen angeboten)
- Fachwirt (wird für verschiedene Fachrichtungen angeboten)
- Geprüfter Bilanzbuchhalter
- Betriebswirt
- Hochschulstudium der „Wirtschaftswissenschaft“